# Ahmed Touré
Ahmed Touré (17 juli 1987) is een Ivoriaanse voetballer. Hij staat onder contract bij Sporting Lokeren. Hij speelt op de positie van diepe spits en wordt vooral gezien als een wissel voor de toekomst. Toch heeft hij al een aantal invalbeurten, waar hij niet tot scoren toekwam, op zijn naam staan.

## Statistieken
| seizoen   | club                   | Land      | klasse             | wedstr | goals |
| --------- | ---------------------- | --------- | ------------------ | ------ | ----- |
| 2005-2007 | Africa Sports National | Ivoorkust | Première Division  | 84     | 22    |
| 2007-2008 | Asante Kotoko          | Ghana     | Premier League     | 18     | 13    |
| 2008-2009 | Sporting Lokeren       | België    | Jupiler Pro League | 5      | 0     |
| 2009-2010 | Sporting Lokeren       | België    | Jupiler Pro League | 0      | 0     |
|           |                        |           | Totaal             | 107    | 35    |